# Лашупе (остановочный пункт)
Ла́шупе (латыш. Lašupe) — бывший железнодорожный остановочный пункт на территории Лутриньской волости Салдусского края Латвии, на линии Елгава — Лиепая. Открыт 10 марта 1931 года. В 1932 году построено одноэтажное пассажирское здание из дерева. Посёлок Лашупе находится неподалёку от станции.